# Lista di home computer
Questo è un elenco degli home computer, ordinati alfanumericamente per nome del produttore e tra questi, cronologicamente per modello di computer. Note: in caso di produttori che hanno fatto sia computer di tipo home e personal computer orientati al mondo delle imprese, sono elencate solo le macchine incluse nella categoria degli home computer.

## A
- Acorn Computers Ltd:
  - Acorn Atom
  - BBC Micro
  - Acorn Electron
  - BBC Master
  - Acorn Archimedes
  - Acorn A7000
  - Risc PC (Medusa)
- Amstrad:
  - Amstrad CPC 464, 664, 6128 (incl. i modelli Plus)
  - Amstrad PCW
- APF Electronics:
  - Imagination Machine
- Apple:
  - Apple II
    - Apple IIe
    - Apple IIc
    - Apple IIc Plus
    - Apple IIGS
- Apricot Computers/Applied Computer Technology
  - Apricot F1
- ASEL:
  - Amico 2000
- Aster Computers:
  - Aster CT-80 (compatibile con TRS-80)
- Atari:
  - Atari 400, 600, 800, XL, e XE
  - Atari ST
  - Atari Falcon030

## B
- Bally Consumer Products
  - Bally Brain video game/home computer, 1979[2]
  - Bally Astrocade
- BBC: vedi Acorn
- Bit Corporation
  - Bit-60
  - Bit-90

## C
- Camputers:
  - Lynx
- Canon:
  - Computer conformi allo standard MSX 1 e MSX 2
- Casio:
  - Computer conformi allo standard MSX 1
  - Casio PV-2000
  - Casio FP-1000
- Castle Technology:
  - A7000+
  - Risc PC
  - IyonixPC
- CGL Home Computers:
  - CGL M5
- Coleco:
  - Coleco Adam
- Commodore:
  - Commodore PET
  - Commodore VIC-20
  - MAX Machine
  - Commodore 64, Commodore Executive 64
  - Commodore 16 e 116
  - Commodore Plus/4
  - Commodore 128
  - Amiga
- Comx World Operations, Hong Kong:
  - Comx-35

## D
- DAI
- D4 Enterprise:
  - 1chipMSX
- Daewoo:
  - Daewoo CPC-300
- Data Applications International:
  - DAI Personal Computer
- Dick Smith:
  - VZ200 (VTech Laser 200 rietichettato)
  - VZ300 (VTech Laser 310 rietichettato)
  - System 80
- Didaktik:
  - Alpha, Beta, Gamma
- Dragon Data:
  - Dragon 32
  - Dragon 64
  - Dragon MSX (prototipo MSX)
- Dubna:
  - Dubna 48K
- Dulmont:
  - Magnum

## E
- EACA:
  - Video Genie
  - Colour Genie
- Elektor:
  - Elektor Junior Computer
  - Elektor TV Games Computer
- Ėlektronika:
  - BK-0010
- Elektronska Industrija Niš:
  - Pecom 32
  - Pecom 64
- Enterprise 64 e 128
- Exelvision:
  - EXL 100
  - Exeltel
- Exidy:
  - Exidy Sorcerer

## F
- Facit
- Franklin Computer Corporation:
  - Serie Franklin ACE (compatibile con l'Apple II)
- Fujicomp:
  - Fujicomp PC 1000
  - Fujicomp PC 5500 (compatibile con Apple II)
- Fujitsu:
  - FM-7
  - FM-8
  - FM Towns

## G
- General:
  - Computer conformi allo standard MSX 1
- GoldStar:
  - Computer conformi allo standard MSX 1
- Gradiente:
  - Computer conformi allo standard MSX 1
- Grundy Business Systems, Ltd:
  - Grundy NewBrain
- Galaksija

## H
- Heathkit:
  - Z-100
- Hewlett-Packard:
  - HP 110
- Hitachi:
  - Computer conformi allo standard MSX 1
- Honeywell:
  - Kitchen Computer

## I
- IBM:
  - PCjr
- Intelligent Systems Corporation:
  - Compucolor II
- Intercompex:
  - Hobbit
- Iskra:
  - Iskra-1030
- Ivasim Elektronika:
  - Ivel Ultra
  - Ivel Z3

## J
- Jupiter Cantab:
  - Jupiter ACE
- JVC:
  - Computer conformi allo standard MSX 2

## L
- Luxor:
  - ABC 80
- Laser: Vedi VTech

## M
- Mattel:
  - Aquarius
- Matra:
  - Matra Alice
- Music print Computer Product (MCP): vedi Aster Computers
- Memotech:
  - Memotech MTX500, MTX512, RS128
- Mihajlo Pupin Institute:
  - TIM-011
- Microbee Systems, Australia:
  - MicroBee
- Miles Gordon Technology:
  - SAM Coupé (successore dello ZX Spectrum)
- Mitsubishi:
  - Computer conformi allo standard MSX 1 e MSX 2
- Multitech:
  - Microprofessor I
  - Microprofessor II
  - Microprofessor III, quasi completamente compatibile con l'Apple II

## N
- Nascom:
  - Nascom 1
  - Nascom 2
- National:
  - Computer conformi allo standard MSX 1 e MSX 2
- NEC:
  - NEC PC-6000
  - NEC PC-8801
  - NEC PC-9801
  - NEC PC-100
  - NEC 8001A

## O
- Olivetti serie Prodest:
  - Olivetti Prodest PC 128
  - Olivetti Prodest PC 128 S
  - Olivetti Prodest PC1
- Oric International/Tangerine:
  - Oric 1
  - Oric Atmos
  - Oric Telestrat
- Orion Electronics
  - Orion III compatibile con l'Apple II

## P
- Panasonic:
  - Panasonic JR-200
  - Computer conformi con gli standard MSX 1, MSX 2 e MSX 2+
- Peach Microsystems:
  - Peach IV compatibile con l'Apple II
- PEL Varaždin:
  - Galeb
  - Orao
- Philips:
  - P2000
  - VG5000µ
  - Computer conformi allo standard MSX 1 e MSX 2
  - Philips :YES
- Pioneer Electronics:
  - Computer conformi allo standard MSX 1
- Pravetz:
  - Pravetz serie 8, incluse le serie -83, -83, -84, -8M/E/A/D/S.
  - IMKO-1
- Prológica CP-400

## Q
- Qcal International:
  - QCAL 600 compatibile con l'Apple II
  - QCAL 980
  - QCAL 1000

## R
- Radio Shack:
  - TRS-80 Model I,III,4
  - TRS-80 Color Computer (CoCo), Coco 2, Coco 3
  - TRS-80 MC-10
  - Tandy 1000
- Research Machines (RM plc):
  - RM 380Z
  - Link 480Z
  - Nimbus PC-186
- Robotron:
  - KC 85
  - KC 87
  - Z1013

## S
- Salora
  - Fellow (VTech Laser 200 rietichettati)
- Sanyo:
  - Computer conformi allo standard MSX 1, MSX 2 e MSX 2+
- SEGA
  - SC-3000
- Sharp:
  - Serie MZ
  - PC-5000
  - Sharp X1
  - Sharp X68000
- Sinclair Research:
  - ZX80
  - ZX81
  - ZX Spectrum
  - Sinclair QL
- Sony:
  - Computer conformi allo standard MSX 1, MSX 2 e MSX 2+
  - Sony SMC-777
- Sord Computer Corporation:
  - Sord M 170
  - Sord M5
  - Sord M68
- Spectravideo:
  - SV-318
  - SV-328
  - SVI-728
  - SVI-738

## T
- Tatung Company:
  - Tatung Einstein
- Technosys:
  - Aamber Pegasus
- Texas Instruments:
  - TI-99/4
  - TI-99/4A
- Tesla:
  - PMD 85
- Texet:
  - Texet TX8000 (VTech Laser 200 rietichettati)
- Thomson:
  - TO7
  - TO7/70
  - MO5
  - TO9
  - TO8
  - MO6
  - TO9+
  - TO8D
- Tiki Data:
  - Tiki 100
- Timex Sinclair:
  - Timex Sinclar 1000 e 1500
  - Timex Sinclair 2048
  - Timex Sinclair 2068
  - Unipolbrit Komputer 2086
- Tomy:
  - Tomy Tutor (USA) / Grandstand Tutor (UK), quasi compatibile con il TI-99/4A
- Toshiba:
  - Computer conformi allo standard MSX 1

## U
- Unitron (compatibile con l'Apple II)

## V
- VEB Mikroelektronik "Wilhelm Pieck" Mühlhausen:
  - KC 85/2
  - KC 85/3
  - KC 85/4
- Vector (URSS):
  - Vector-06C
- Videobrain:
  - VideoBrain Family Computer
- Videoton:
  - TVC
- Video Technology (o VTech):
  - Laser 100
  - Laser 110
  - Laser 200
  - Laser 210
  - Laser 310

## Y
- Yamaha:
  - Computer conformi allo standard MSX 1
- Yashica-Kyocera:
  - Computer conformi allo standard MSX 1
- Yeno:
  - Computer conformi allo standard MSX 1

## Z
- ZPA Nový Bor:
  - IQ 151